# Municipio de Dearborn
El municipio de Dearborn (en inglés: Dearborn Township) es un municipio ubicado en el condado de Beadle en el estado estadounidense de Dakota del Sur. En el año 2010 tenía una población de 123 habitantes y una densidad poblacional de 1,35 personas por km².

## Geografía
El municipio de Dearborn se encuentra ubicado en las coordenadas 44°19′44″N 98°23′42″O / 44.32889, -98.39500. Según la Oficina del Censo de los Estados Unidos, el municipio tiene una superficie total de 91.38 km², de la cual 91,12 km² corresponden a tierra firme y (0,29 %) 0,26 km² es agua.

## Demografía
Según el censo de 2010, había 123 personas residiendo en el municipio de Dearborn. La densidad de población era de 1,35 hab./km². De los 123 habitantes, el municipio de Dearborn estaba compuesto por el 99,19 % blancos, el 0,81 % eran amerindios. Del total de la población el 0 % eran hispanos o latinos de cualquier raza.